# Han Soon-chul
Han Soon-Chul, född 30 december 1984 i Sydkorea, är en sydkoreansk boxare som tog OS-silver i lättviktsboxning 2012 i London.